# Школа року
«Школа року» (англ. The School of Rock, 2003) — американська комедія Річарда Лінклейтера, у головній ролі Джек Блек. Фільм одержав високий (91%) рейтинг критиків на сайті Rotten Tomatoes і посів 98 місце в рейтингу «100 найсмішніших фільмів» кабельного телеканалу Bravo.

## Сюжет
Дьюї Фін (Джек Блек) — скандальний гітарист і затятий противник усіх цивілізованих норм суспільства. Усіма можливими способами він виявляє своє нешанобливе ставлення до устояних цінностей, сповідує владу і силу рок-н-рола. Дьюї любить стрибки в зал зі сцени, двадцятихвилинні соло і має намір привести свій рок-колектив до перемоги в місцевій Битві гуртів… але замість цього його виганяють з ансамблю.
Голодуючи, постійно без грошей, у квартирі, закиданій коробками зі сміттям, Дьюї випадково перехоплює телефонний дзвінок, адресований його сусідові по кімнаті Неду (Майк Вайт) і зненацька для самого себе погоджується замінити вчителя у престижній «Horace Green Elementary School». Там за кожним кроком новачка стежить директор школи Муллінс (Джоан К'юсак). Але хоча Дьюї і не має поняття про те, як і що викладати, він прекрасно знає, як вселити симпатію своїм п'ятикласникам. І, після того, як Дьюї випадково підслухав їхню репетицію під час уроку музики, він вирішив створити з цих юних музичних дарувань нову рок-групу, що назавжди змінить їхнє і його життя.
Дьюї підгледів хто і як грає на класичній гітарі, контрабасі, тарілці і фортепіано, і замінив дані інструменти таким чином: класична гітара - електрогітара, контрабас - бас-гітара, тарілка - ударна установка, фортепіано - синтезатор. Зрозуміло, що не всі в класі грали на музичних інструментах, але вчитель дав кожному учню свою роль: креативники придумали назву групи, техніки і працівники сцени відповідали за спецефекти, охоронці дбали про безпеку гучних репетицій в класі, а особливо настирлива учениця Саммер (здебільшого, щоб відстала від вчителя) отримала посаду менеджера групи. Завдяки грамотному підходу до кожного учасника гурту, а також "силі року" Дьюї допоміг дітям перебороти свої комплекси, скутість і сором'язливість.
Попри невдоволення батьків та адміністрації школи діями Фіна, результатом виявився приголомшливий виступ групи "Школа Року" на "Битві гуртів" – учнів разом з вчителем під гучні оплески батьків, директорки школи і усього залу визивали на біс.
Після виступу Дьюї разом із сусідом Недом організовують позакласну "Школу Року", а гурт отримує численні запрошення на виступи.

## Виробництво
Ідея фільму прийшла в голову сценаристові Майкові Вайту, коли він став сусідом Джека Блека. Вайт часто бачив цього актора, що бігав голим по коридорах, і чув музику, яку Блек вмикав у своїй квартирі на повну гучність (ця музика була потім використана в картині). Вайт також зіграв у фільмі вчителя, якого замінив Дьюї.
Спочатку до проекту був залучений режисер Стівен Фрірс.